# Beni (departament)
Beni – departament w północnej Boliwii. Zajmuje powierzchnię 213 564 km². W 2012 roku liczył 422 008 mieszkańców, a gęstość zaludnienia wynosiła 1,98 mieszk./km². Stolicą departamentu jest Trinidad. Administracyjnie departament dzieli się na 8 prowincji, w skład których wchodzi łącznie 48 kantonów. 
Jest to najrzadziej zaludniona część Boliwii. Panuje tu gorący i wilgotny klimat. Na terytorium departamentu dominują lasy deszczowe (na północy i wschodzie) oraz pampa (na pozostałym obszarze). 

## Historia
Na obszarze pampy występuje system kopców, połączonych groblami. Jest to dzieło ludów prekolumbijskich. Kopce są zabezpieczone przed rozmyciem na skutek częstych wylewów rzecznych poprzez wzmocnienie ich konstrukcji odłamkami naczyń ceramicznych. Tak duża ilość użytej do budowy sztucznych wysp ceramiki świadczy o istnieniu w rejonie Beni rozwiniętej cywilizacji, niezbadanej jeszcze przez współczesną naukę. System ten przewyższa rozmachem budowy egipskie piramidy. Był używany od ok. 1100 p.n.e. do ok. 1450 n.e.

## Demografia
W 2012 roku populacja departamentu liczyła 422 008 mieszkańców. W porównaniu z 2001 rokiem rosła ona średnio o 1,34% rocznie. 
|  |

### Miasta departamentu
Tabela przedstawie główne miasta departamentu: 
|   | Miasto               | Populacja (w 2012 roku) |
| - | -------------------- | ----------------------- |
| 1 | Trinidad             | 101 628                 |
| 2 | Riberalta            | 78 773                  |
| 3 | Guayaramerín         | 35 803                  |
| 4 | San Borja            | 17 520                  |
| 5 | Rurrenabaque         | 13 446                  |
| 6 | Santa Ana del Yacuma | 12 191                  |
| 7 | San Ignacio de Moxos | 10 054                  |

## Podział na prowincje
Tabela przedstawia populację poszczególnych prowincji departamentu Beni w 2001 roku, z wyróżnieniem mężczyzn i kobiet. 
| Kod   | Prowincja        | Populacja | Mężczyźni | Kobiety |  |
| ----- | ---------------- | --------- | --------- | ------- |  |
| 0801  | Cercado          | 82 653    | 41 784    | 40 869  |  |
| 0802  | Vaca Diez        | 116 421   | 59 748    | 56 673  |  |
| 0803  | José Ballivián   | 68 174    | 36 137    | 32 037  |  |
| 0804  | Yacuma           | 29 048    | 15 353    | 13 695  |  |
| 0805  | Moxos            | 20 496    | 10 996    | 9 500   |  |
| 0806  | Marban           | 14 454    | 8 054     | 6 400   |  |
| 0807  | Mamore           | 12 397    | 6 675     | 5 722   |  |
| 0808  | Itenez           | 18 878    | 10 151    | 8 727   |  |
| Razem |                  |           |           |         |  |
| 08    | Departament Beni | 362 521   | 188 898   | 173 623 |  |

Źródło:INE